# Instituto Francis Crick
El Instituto Francis Crick (anteriormente el Centro de Investigación e Innovación Médica del Reino Unido ) es un centro de investigación biomédica en Londres , que se estableció en 2010 y se inauguró en 2016. El instituto es una asociación entre Cancer Research UK , Imperial College London, King's College London (KCL), Medical Research Council , University College London (UCL) y Wellcome Trust. El instituto cuenta con 1500 empleados, incluidos 1250 científicos, y un presupuesto anual de más de 100 millones de libras, convirtiéndolo en el laboratorio biomédico individual más grande de Europa. 
El instituto lleva el nombre del biólogo molecular , biofísico y neurocientífico Francis Crick , codescubridor de la estructura del ADN , quien compartió el Premio Nobel de Fisiología y Medicina de 1962 con James Watson y Maurice Wilkins . Extraoficialmente, el Crick ha sido llamado Catedral de Sir Paul , una referencia a Sir Paul Nurse y la Catedral de San Pablo en Londres.